# ماتیاس مولر (بازیکن هاکی روی چمن)
ماتیاس مولر (آلمانی: Mathias Müller؛ زادهٔ ۳ آوریل ۱۹۹۲) بازیکن هاکی روی چمن اهل آلمان است.